# Milverton (Somerset)
Pour les articles homonymes, voir Milverton.
Milverton est un village et une paroisse civile du Somerset, en Angleterre. Il est situé dans la vallée de la Tone, à 8 km à l'ouest de la ville de Taunton. Au recensement de 2011, il comptait 1 438 habitants.
Au Moyen Âge, le hundred de Milverton est l'un des quarante hundreds du comté de Somerset. L'église Saint-Michel de Milverton, construite au XIIIe siècle, est un monument classé de grade I.

## Personnalités liées
- Le polymathe Thomas Young (1773-1829) est né à Milverton.
- Le joueur de cricket Herbert Hopkins (en) (1895-1972) est mort à Milverton.